# Melittomma africanum
Melittomma africanum är en skalbaggsart som först beskrevs av Thomson 1858.  Melittomma africanum ingår i släktet Melittomma och familjen varvsflugor. Inga underarter finns listade i Catalogue of Life.